# Karl Johann Nikolaus Piepho

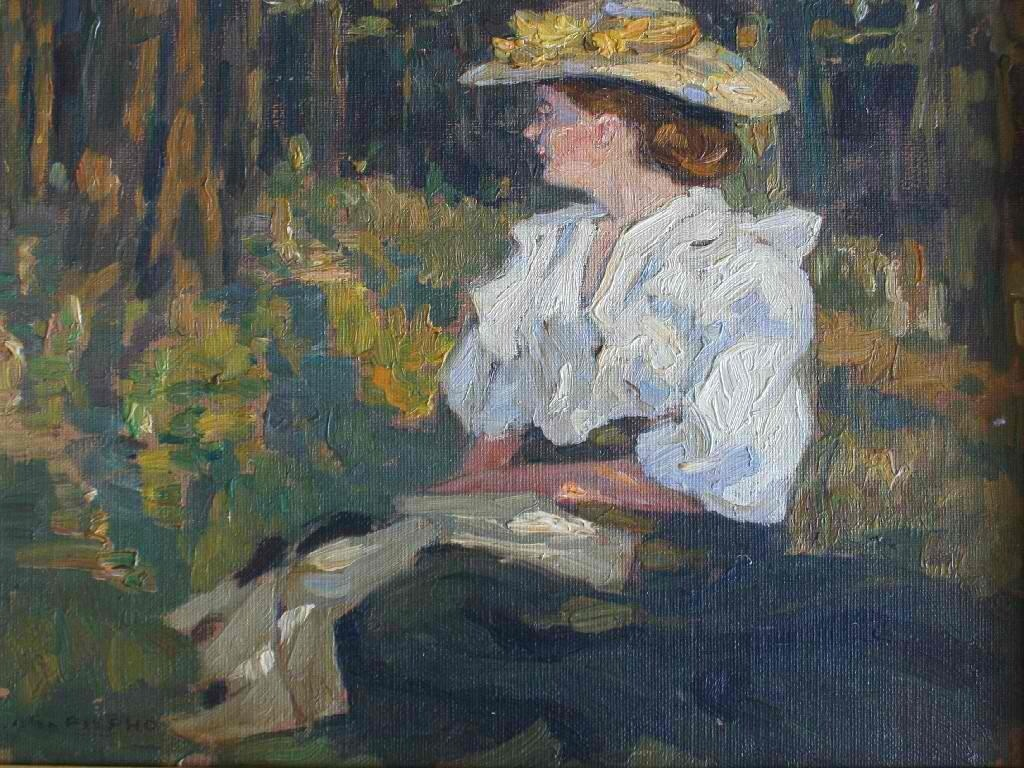
Damenporträt

Karl Johann Nikolaus Piepho (* 25. März 1869 in Frankfurt am Main; † 23. Mai 1920 in München) war ein deutscher Stillleben-, Landschafts- und Bildnismaler.
Nach einer kaufmännischen Ausbildung, studierte Piepho ab 1888 an der Kunstschule Stuttgart und ab 1890 an der Großherzoglich Badischen Kunstschule Karlsruhe bei Caspar Ritter und Hermann Baisch. Von 1894 bis 1895 setzte er sein Studium an der Académie Julian in Paris fort.
Piepho ließ sich 1895 in München nieder, schloss sich um 1900 der Künstlerkolonie Dachau an, unternahm Studienreisen nach Holland, Lothringen und Belgien. 
Seine Werke befinden sich u. a. in den Sammlungen der Neuen Pinakothek München und der Kunstsammlungen Dessau.